# Rio Grande Challenger 1997
Il Rio Grande Challenger 1997 è stato un torneo di tennis facente parte della categoria ATP Challenger Series nell'ambito dell'ATP Challenger Series 1997. Il torneo si è giocato a Rio Grande in Porto Rico dal 10 al 16 novembre 1997 su campi in terra rossa.

## Vincitori

### Singolare
Franco Squillari ha battuto in finale  Marcello Craca con il punteggio di 6–3, 6–4

### Doppio
Lucas Arnold Ker /  Daniel Orsanic hanno battuto in finale  Mariano Hood /  Sebastián Prieto con il punteggio di 7–5, 3–6, 6–3